# José Luis Mardones
José Luis Mardones Santander (16 de enero de 1951) es un ingeniero y académico chileno. Fue presidente del directorio de BancoEstado. Es militante del Partido por la Democracia (PPD).

## Familia y estudios
Su padre era el médico y académico Francisco Mardones Restat –director del Servicio Nacional de Salud durante el Gobierno del presidente Eduardo Frei Montalva– y su madre María Inés Santander Fantini.
Estudió ingeniería civil industrial en la Universidad de Chile y posteriormente cursó un magíster en ciencias de la ingeniería en la misma casa de estudios. Luego alcanzó un master en leyes y diplomacia y un doctorado en estudios internacionales en The Fletcher School of Law and Diplomacy de la Universidad Tufts, en Boston, Estados Unidos.
Contrajo matrimonio con Belela Charlone Herrera, con quien tuvo un hijo (Pablo). Tras terminar esta relación se desposó, en segundas nupcias, con la socióloga y economista Isabel Marshall Lagarrigue, con quien tuvo otros dos hijos (Antonia e Isidora).

## Carrera profesional
Fue director de estudios y relaciones internacionales de la estatal Comisión Chilena del Cobre (Cochilco) entre 1976 y 1985, ejecutivo de la Empresa Nacional de Minería (Enami) entre 1990 y 1994, gerente general de la eléctrica Colbún entre 1995 y 1996 (cuando aún era controlada por el Estado chileno) y gerente general de Correos de Chile entre 2001 y 2006.
Asumió la presidencia del BancoEstado por encargo de la presidenta Michelle Bachelet en abril de 2006, en reemplazo de Javier Etcheberry. En 2014 fue elegido presidente del directorio de la estatal Empresa Portuaria San Antonio.